# كاندي رايموند
كاندي رايموند (بالإنجليزية: Candy Raymond)‏ هي ممثلة أسترالية، ولدت في 1950 في سيدني في أستراليا.

## وصلات خارجية
- كاندي رايموند على موقع IMDb (الإنجليزية)
- كاندي رايموند على موقع قاعدة بيانات الفيلم (الإنجليزية)